# Pardosa hokkaido
Pardosa hokkaido är en spindelart som beskrevs av Tanaka och Masayoshi Suwa 1986. Pardosa hokkaido ingår i släktet Pardosa och familjen vargspindlar. Inga underarter finns listade i Catalogue of Life.